# Grand Prix automobile de Monaco 1929
 (mars 2011).
Si vous disposez d'ouvrages ou d'articles de référence ou si vous connaissez des sites web de qualité traitant du thème abordé ici, merci de compléter l'article en donnant les références utiles à sa vérifiabilité et en les liant à la section « Notes et références ».

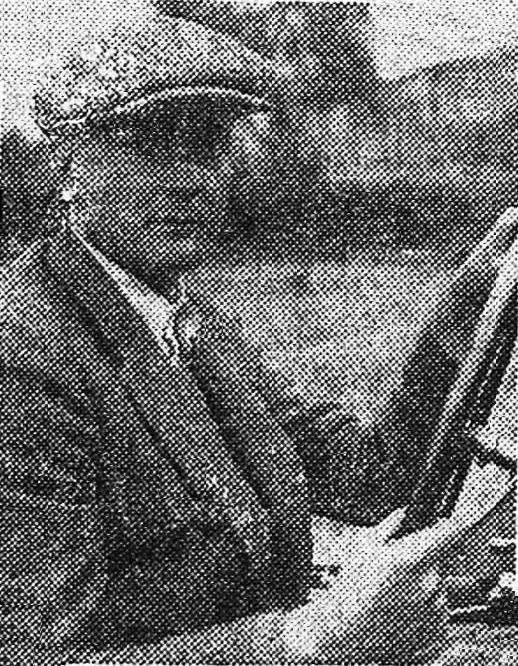
William Grover-Williams, avant le départ...

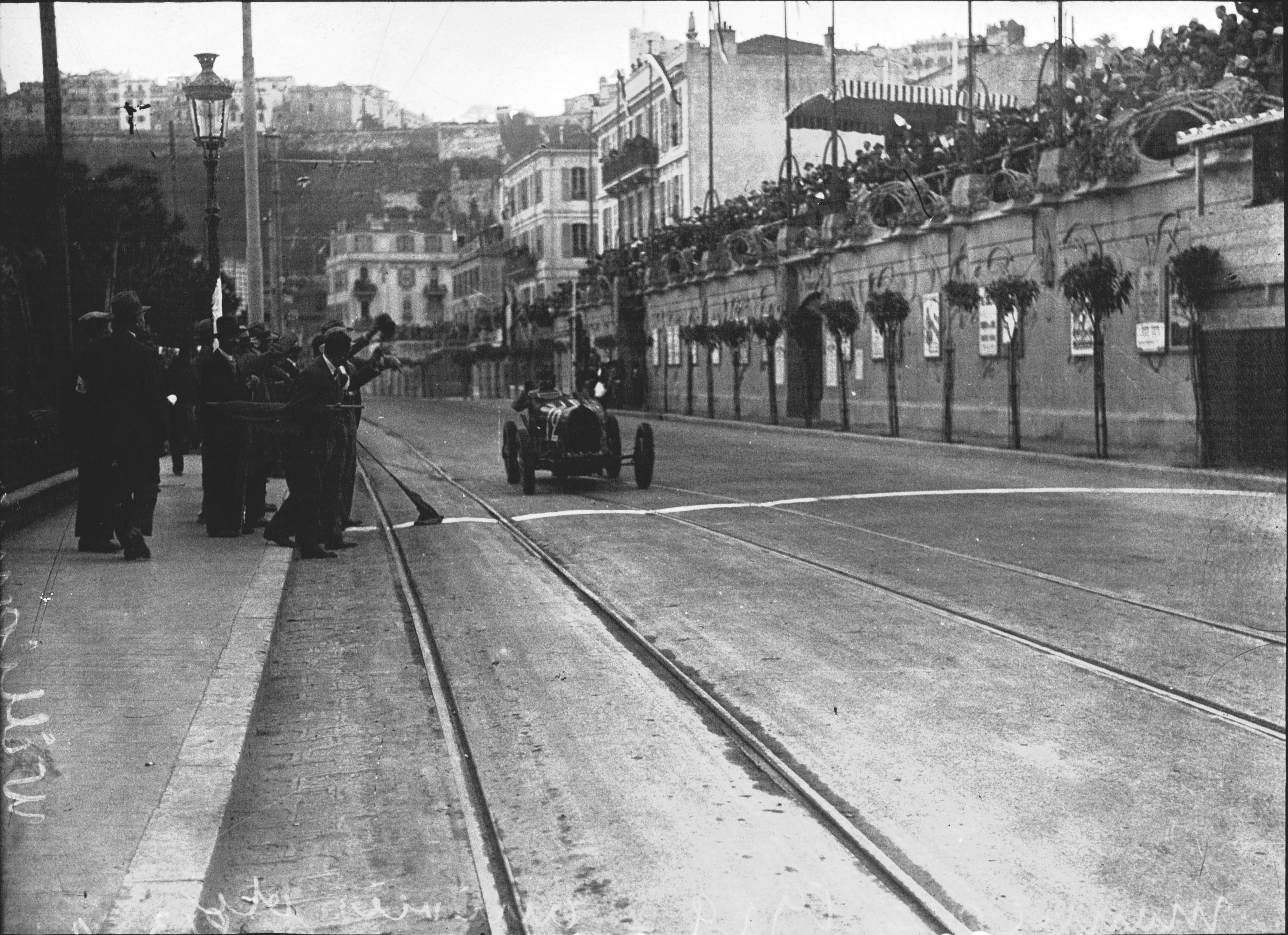
...et pendant la course.

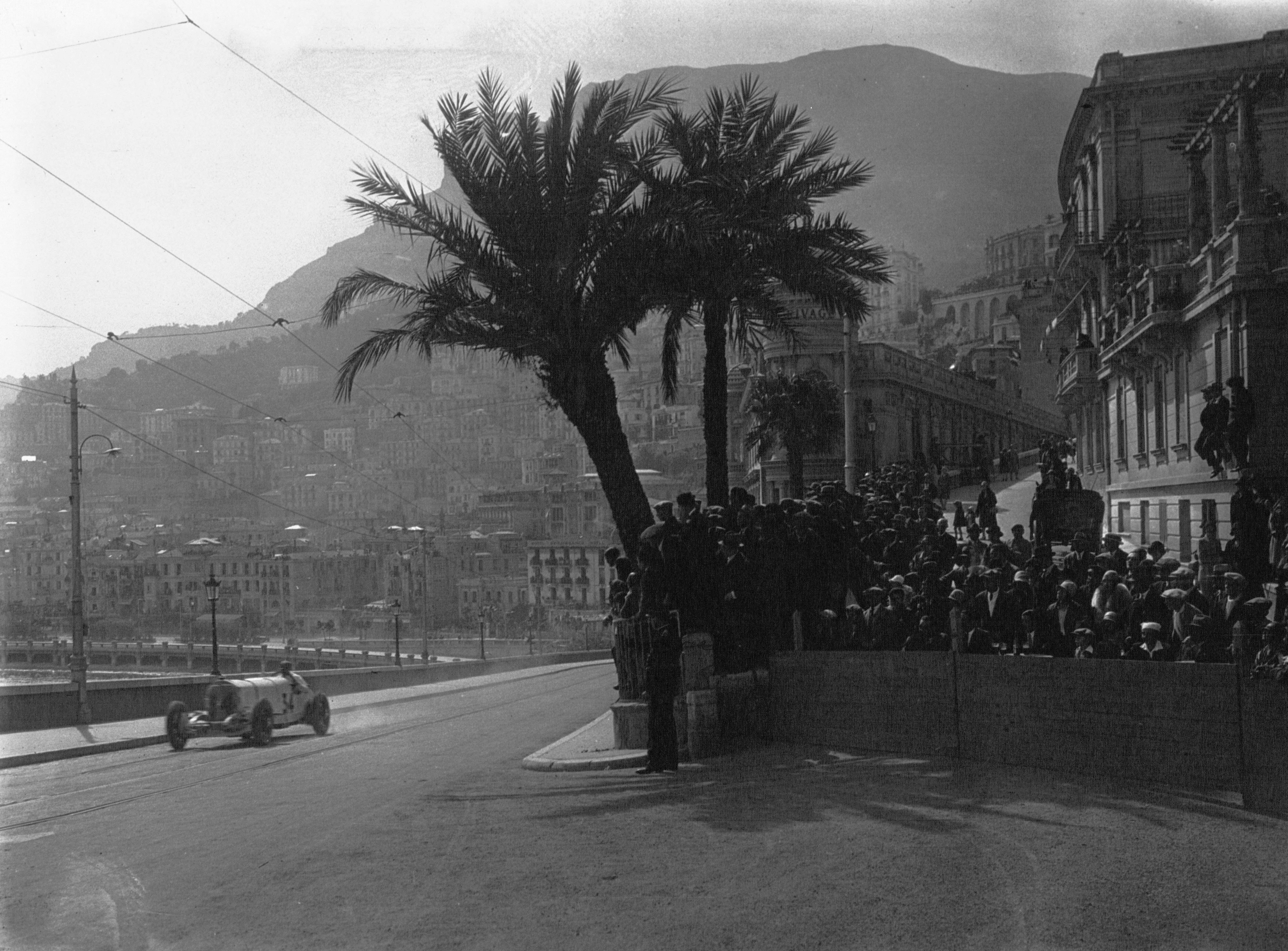
Rudolf Caracciola, le futur troisième.

Le Grand Prix automobile de Monaco 1929 est le premier Grand Prix disputé dans les rues de la principauté. Organisé par le cigarettier Antony Noghès (aussi créateur du Rallye automobile Monte-Carlo en 1911) et des amis avec qui il a fondé l'Automobile Club de Monaco, l'épreuve est soutenue par le prince Louis II de Monaco et le pilote monégasque Louis Chiron. La course est organisée le 14 avril 1929. Il y a 16 engagés concourant pour la prime de 100 000 francs.
La Bugatti du vainqueur, bleue d’origine avait été repeinte en vert avant la course car le pilote courait sous licence britannique.

## Grille de départ
Il n'y a pas de qualifications. Les positions sur la grille de départ sont attribuées par ballotage. Philippe Étancelin se voit attribuer la pole position tandis que son principal rival, Rudolf Caracciola, doit s'élancer de la quinzième place.
| 1re ligne | Pos. 1              | Pos. 2                  | Pos. 3                   |
| --------- | ------------------- | ----------------------- | ------------------------ |
|           | Étancelin Bugatti   | Dauvergne Bugatti       | Lehoux Bugatti           |
| 2e ligne  | Pos. 4              | Pos. 5                  | Pos. 6                   |
|           | Sandri Maserati     | Grover-Williams Bugatti | Philippe Bugatti         |
| 3e ligne  | Pos. 7              | Pos. 8                  | Pos. 9                   |
|           | Zehender Alfa Romeo | Bourianou Bugatti       | De Rovin Delage          |
| 4e ligne  | Pos. 10             | Pos. 11                 | Pos. 12                  |
|           | Rigal Alfa Romeo    | De Sterlich Maserati    | Dreyfus Bugatti          |
| 5e ligne  | Pos. 13             | Pos. 14                 | Pos. 15                  |
|           | Lepori Bugatti      | Doré Corre La Licorne   | Caracciola Mercedes-Benz |
| 6e ligne  | Pos. 16             | Pos. 17                 | Pos. 18                  |
|           | Perrot Alfa Romeo   |                         |                          |

## Classement de la course
| Pos. | no | Pilote                  | Châssis           | Tours | Temps/Abandon     | Grille |
| ---- | -- | ----------------------- | ----------------- | ----- | ----------------- | ------ |
| 1    | 12 | William Grover-Williams | Bugatti Type 35B  | 100   | 3 h 56 min 11 s 0 | 5      |
| 2    | 18 | Georges Bourianou       | Bugatti Type 35C  | 100   | + 1 min 17 s 8    | 8      |
| 3    | 34 | Rudolf Caracciola       | Mercedes-Benz SSK | 100   | + 2 min 22 s 6    | 15     |
| 4    | 14 | Georges Philippe        | Bugatti Type 35C  | 99    | + 1 tour          | 6      |
| 5    | 28 | René Dreyfus            | Bugatti Type 37A  | 97    | + 3 tours         | 12     |
| 6    | 4  | Philippe Étancelin      | Bugatti Type 35C  | 96    | + 4 tours         | 1      |
| 7    | 30 | Mario Lepori            | Bugatti Type 35C  | 94    | + 6 tours         | 13     |
| 8    | 32 | Michel Doré             | Corre La Licorne  | 89    | + 11 tours        | 14     |
| 9    | 24 | Louis Rigal             | Alfa Romeo 6C     | 87    | + 13 tours        | 10     |
| Abd. | 22 | Raoul de Rovin          | Delage 15S8       | 80    | Accident          | 9      |
| Abd. | 16 | Goffredo Zehender       | Alfa Romeo 6C     | 55    | Mécanique         | 7      |
| Abd. | 6  | Christian Dauvergne     | Bugatti Type 35C  | 46    | Mécanique         | 2      |
| Abd. | 10 | Guglielmo Sandri        | Maserati 8C       | 41    | Mécanique         | 4      |
| Abd. | 36 | Albert Perrot           | Alfa Romeo 6C     | 18    | Perte d'une roue  | 16     |
| Abd. | 26 | Diego de Sterlich       | Maserati 8C       | 16    | Mécanique         | 11     |
| Abd. | 8  | Marcel Lehoux           | Bugatti Type 35C  | 7     | Transmission      | 3      |

- Légende: Abd.=Abandon.

## Pole position et record du tour
- Pole position :  Philippe Étancelin (Bugatti) par tirage au sort.
- Meilleur tour en course :  William Grover-Williams (Bugatti) en 2 min 15 s 0  (vitesse moyenne : 84,800 km/h) au trente-cinquième tour[2].

## Tours en tête
- William Grover-Williams : 92 tours (1-29 / 35-48 / 52-100)
- Rudolf Caracciola : 7 tours (30-34 / 49-50)
- Georges Bourianou : 1 tour (51)